# Стентон (округ Сент-Круа, Вісконсин)
Стентон (англ. Stanton) — місто (англ. town) в США, в окрузі Сент-Круа штату Вісконсин. Населення — 907 осіб (2020).

## Демографія
Згідно з переписом 2010 року, у місті мешкало 900 осіб у 347 домогосподарствах у складі 270 родин. Було 368 помешкань
Расовий склад населення:
| - 97,6 % — білих - 1,1 % — азіатів - 0,2 % — корінних американців |

До двох чи більше рас належало 0,9 %. Частка іспаномовних становила 1,7 % від усіх жителів.
За віковим діапазоном населення розподілялося таким чином: 23,4 % — особи молодші 18 років, 62,5 % — особи у віці 18—64 років, 14,1 % — особи у віці 65 років та старші. Медіана віку мешканця становила 43,4 року. На 100 осіб жіночої статі у місті припадало 107,9 чоловіків;  на 100 жінок у віці від 18 років та старших — 103,8 чоловіків також старших 18 років.
Середній дохід на одне домашнє господарство  становив 78 359 доларів США (медіана — 63 967), а середній дохід на одну сім'ю — 90 050 доларів (медіана — 74 000). Медіана доходів становила 48 750 доларів для чоловіків та 37 337 доларів для жінок. За межею бідності перебувало 6,3 % осіб, у тому числі 11,3 % дітей у віці до 18 років та 0,0 % осіб у віці 65 років та старших.
Цивільне працевлаштоване населення становило 506 осіб. Основні галузі зайнятості: освіта, охорона здоров'я та соціальна допомога — 17,8 %, виробництво — 17,6 %, роздрібна торгівля — 12,3 %, сільське господарство, лісництво, риболовля — 7,1 %.